# インタビュー・ウィズ・ヴァンパイア
『インタビュー・ウィズ・ヴァンパイア』（原題: Interview with the Vampire）は、1994年公開のアメリカ映画。

## 概要
アン・ライスによる小説『夜明けのヴァンパイア』の映画化作品。小説は1973年に執筆し、1976年に出版された。
インタビュアー役は、当初リヴァー・フェニックスが演じる予定であったが、当人が死亡したためクリスチャン・スレーターが扮した。クリスチャン・スレーターは後に出演料を全て、リヴァー・フェニックスが支援していたボランティア団体に寄付した。

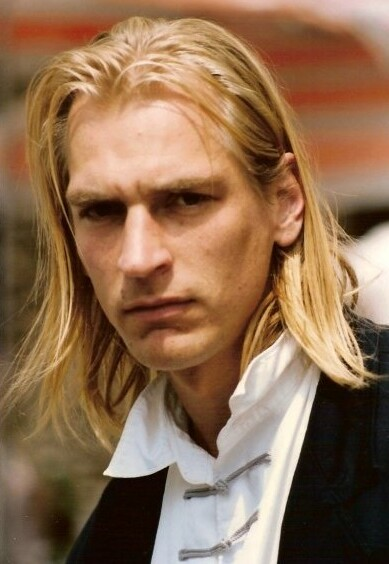
ジュリアン・サンズ（1990年）

原作者のアン・ライスが1970年代に脚本を書いた時、ルイ役にはアラン・ドロンを念頭に置いていた。映画の制作に入った時、ライスはイギリス人俳優のジュリアン・サンズをレスタト役に考えていたが、当時サンズは『眺めのいい部屋』で有名になったばかりで知名度が低かったため、レスタト役はトム・クルーズに与えられた。ライスはこの配役を批判し、「クルーズが私の吸血鬼レスタトになるのなら、エドワード・G・ロビンソンがレット・バトラーになれる」とコメントし、この配役は「とても変。どうしてこれでうまくいくのかほとんど想像できない」とまで言った。ルイ役のブラッド・ピットについても批判していて「クルーズとピットの組み合わせなんて、まるで「トム・ソーヤーの冒険」のトムとハックみたいよ」と述べた。しかしライスは出来上がった作品を見てクルーズの演技に満足し、「彼が登場した瞬間から、トムは私にとってレスタトだった」、また「トムがレスタト役を成功させたことは、私には予知できなかったこと」と述べ、『デイリー・バラエティ』誌に7,740ドルの見開きページの広告を掲載して前言を謝した。
出演陣も豪華で、舞台美術も評価され、第67回アカデミー賞では2部門にノミネートされた。一方で第15回ゴールデンラズベリー賞ではワーストスクリーンカップル賞（トム・クルーズとブラッド・ピット）を受賞した。

## ストーリー
カリフォルニア州サンフランシスコ。とある建物の一室で、野心的なライターの青年ダニエル・マロイ（クリスチャン・スレーター）は用意したテープを回し、黒髪の青年紳士ルイ（ブラッド・ピット）へインタビューを始める。ルイは、200年というその驚くべき半生を語り始める。
18世紀末のアメリカ合衆国ニューオリンズ。フランス移民で農場主のルイ。最愛の妻と娘を同時に失い、絶望の底で自暴自棄になった彼に一人の男が興味を持つ。レスタト（トム・クルーズ）と名乗るその男の正体は、生き血を糧に永遠の時を生きるヴァンパイアであった。彼は、人間的で弱く繊細な魂を持つルイに魅力を感じ、永遠を共に生きる伴侶に彼を選んだのである。首筋に牙を立てられ「このまま死ぬか。共に生きるか」という選択を与えられたルイは、ヴァンパイアとして生きる道を選んだ。
欲求に忠実で、ためらいも無く人を襲い続けるレスタト。それとは対照的に人の良心を捨てきれないルイは、他人の命を奪うことが出来ず農場の小動物の血をすすって喉の渇きを凌いでいた。ルイはある日、美しい少女クローディア（キルスティン・ダンスト）に出会う。ペストの蔓延によって両親を失い、力無く泣き縋る幼い少女をルイは抱きしめるが、喉の渇きに耐え切れず彼女の首に噛み付いてしまう。その一部始終を陰で見ていたレスタトは大喜びし、クローディアをヴァンパイアとして蘇生させる。そして、人と吸血鬼の狭間で悩み続けるルイにその幼い吸血鬼の世話役を与えた。
クローディアの子供特有の貪欲さを気に入ったレスタトはその教師役となった。より良い血を得る術から忌むべきタブーに至る、レスタトの美学の全てを教え込まれたクローディアは次第に歯止めが効かなくなり、やがてレスタトと共に人々を恐怖に陥れる存在となった。そんな彼女を心配しつつも本能的に湧き上がる欲求との戦い。ルイはいまだ良心の呵責に苛まれ続けていた。
数十年後。クローディアは大人の女性に憧れを抱き、その容姿に執着し始める。肉体は少女のままでありながら、その心は知性を持った大人の女に成長していたのである。真実を知ったクローディアは、「なぜ私は大人になれないの？」「私をこんな姿にしたのは誰？」とやり場の無い怒りと悲しみを爆発させる。必死に許しを請うルイとは対照的に、レスタトは「永遠の命を与えられて何が不満なのか」と言い返す。
少女の憎しみの矛先はレスタトに向けられ、一線を越えた感情はルイをも巻き込んだ反逆計画へと変わっていく。

## キャスト
| 役名                               | 俳優                         | 日本語吹替 | 日本語吹替   | 日本語吹替   | 日本語吹替             |
| 役名                               | 俳優                         | ソフト版   | フジテレビ版 | テレビ東京版 | BS10スターチャンネル版 |
| ---------------------------------- | ---------------------------- | ---------- | ------------ | ------------ | ---------------------- |
| レスタト・デ・リオンコート         | トム・クルーズ               | 鈴置洋孝   | 江原正士     | 森田順平     | 森川智之               |
| ルイ・ド・ポワント・デュ・ラック   | ブラッド・ピット             | 平田広明   | 宮本充       | 堀内賢雄     | 入野自由               |
| ダニエル・マロイ（インタビュアー） | クリスチャン・スレーター     | 家中宏     | 堀内賢雄     | 成田剣       | 阪口周平               |
| クローディア                       | キルスティン・ダンスト       | 本多瑛未里 | 矢島晶子     | 大谷育江     | 新津ちせ               |
| アーマンド                         | アントニオ・バンデラス       | 玄田哲章   | 小川真司     | 小山力也     | 子安武人               |
| サンティアゴ                       | スティーヴン・レイ           | 千田光男   | 西村知道     | 佐々木梅治   | 落合弘治               |
| イヴェット                         | タンディ・ニュートン         | 岡村明美   | 水谷優子     | 石塚理恵     | 神戸光歩               |
| マドレーヌ                         | ドミツィアーナ・ジョルダーノ |            | 弘中くみ子   | 坪井木の実   | アナンド雪             |
| セントクレア                       | ライラ・ヘイ・オーウェン     | 竹口安芸子 | 翠準子       | 沢田敏子     | 須川晶紀               |
| セントクレアの愛人                 | リー・エメリー               |            | 石田彰       | 岸尾大輔     | 永竹功幸               |
| ギャンブラー                       | ジョン・マコーネル           | 江川央生   | 茶風林       | 佐々木誠二   | 藤原聖侑               |
| バーの女性                         | ベリナ・ローガン             |            | 小林優子     |              |                        |
| ニューオーリンズの売春婦           | インドラ・オーヴ             | 日野由利加 | 金野恵子     | 豊嶋真千子   |                        |
| 広場の女性                         | ジャネット・コントミトラス   | 磯辺万沙子 | 片岡富枝     |              | 原田萌                 |
| ピアノの先生                       | ロジャー・ロイド＝パック     |            | 西村知道     |              |                        |
| 人形作家                           | ジョージ・ケリー             |            | 塩屋浩三     |              |                        |
| ペスト犠牲者の運搬人               | モンテ・モンタギュー         |            | 古澤徹       |              | 越後屋コースケ         |
| パリのヴァンパイア                 | マーセル・ユーレス           |            |              |              |                        |

- ソフト版 - VHS・DVD・BD収録

その他の声の出演：坂口哲夫、石井隆夫、栗山微笑子、落合弘治、宮寺智子、西宏子、沢海陽子
プロデューサー：貴島久祐子（ワーナー・ホーム・ビデオ）、演出：福永莞爾、翻訳：古田由紀子、録音・調整：山下裕康、音響制作：中西真澄（プロセンスタジオ）、制作：ワーナー・ホーム・ビデオ／プロセンスタジオ
- フジテレビ版 - 初回放送1998年6月6日『ゴールデン洋画劇場』※本編ノーカット

その他の声の出演：定岡小百合
演出：伊達康将、翻訳：栗原とみ子、調整：荒井孝、効果：リレーション、制作：東北新社、担当：小笠原恵美子（フジテレビ）
- テレビ東京版 - 初回放送2000年10月5日『木曜洋画劇場』

その他の声の出演：入江純、伊倉一恵、幸田夏穂、竹村叔子、宗矢樹頼
演出：福永莞爾、翻訳：栗原とみ子、調整：高久孝雄、効果：リレーション、制作：東北新社
- BS10スターチャンネル版 - 初回放送2025年6月28日[9][10]

その他の声の出演：島田高虎、舩津丸葵
演出：久保宗一郎、翻訳：武田直美、録音・調整：松中享子、制作：東北新社、プロデュース：ジャパネットブロードキャスティング